# جامعة بيروجا
جامعة بيروجا (بالإيطالية: Università degli Studi di Perugia) هي جامعة حكومية إيطالية تأسست عام 1308 بمرسوم من البابا كليمنت الخامس.

## كليات الجامعة
تنقسم جامعة بيروجا إلى 11 كلية هي:
1. كلية الاقتصاد
2. كلية الإنسانيات
3. كلية التربية
4. كلية الرياضيات والفيزياء والعلوم الطبيعية
5. كلية الزراعة
6. كلية الصيدلة
7. كلية الطب
8. كلية الطب البيطري
9. كلية العلوم السياسية
10. كلية القانون
11. كلية الهندسة

تجرى البرامج البحثية بالجامعة في 29 قسمًا أكاديميًا يعمل بها حوالي 1200 باحث وعضو هيئة تدريس، كما تضم الجامعة أيضًا 25 منظمة خدمية ومركزًا بحثيًا و11 مكتبة.

## طلبة الجامعة
بلغ عدد طلبة الجامعة 27934 طالبًا في العام الأكاديمي 2011-2012، منهم 23288 طالبًا بالمرحلة الجامعية الأولى، و4646 طالبًا بالدراسات العليا.

## من مشاهير الأساتذة
- فرانشيسكو ديللا روفيري (البابا سيكتوس الرابع لاحقًا)
- لوكا باتشولي

## من مشاهير الطلبة والخريجين
- تعلم في جامعة بيروجا عدد ممن صاروا لاحقًا بابوات للكنيسة الكاثوليكية، منهم:
  - البابا نيكولا الرابع
  - البابا غريغوري الحادي عشر
  - البابا إنوسنت السابع
  - البابا مارتن الخامس
  - البابا بيوس الثالث
  - البابا يوليوس الثاني
  - البابا يوليوس الثالث
  - البابا أوربان السابع
  - البابا غريغوري الرابع عشر
  - البابا كليمنت الثامن
  - البابا بولس الخامس
- مونيكا بيلوتشي، ممثلة
- ميكائيل جان، الحاكمة العامة لكندا

## وصلات خارجية
- الموقع الرسمي للجامعة (بالإيطالية) (بالإنجليزية)